# Кутырлинское сельское поселение
Кутырлинское се́льское поселе́ние — муниципальное образование в Колосовском районе Омской области Российской Федерации.
Административный центр — село Кутырлы.

## История
Статус и границы сельского поселения установлены Законом Омской области от 30 июля 2004 года № 548-ОЗ «О границах и статусе муниципальных образований Омской области».

## Население
| 2010  | 2011  | 2012  | 2013  | 2014  | 2015  | 2016  |
| ----- | ----- | ----- | ----- | ----- | ----- | ----- |
| 1226  | ↘1222 | ↘1186 | ↘1167 | ↘1127 | →1127 | ↘1066 |
| 2017  | 2018  | 2019  | 2020  | 2021  | 2023  |       |
| ↘1049 | ↘1025 | ↘1005 | ↘973  | ↘736  | ↘709  |       |

## Состав сельского поселения
| № | Населённый пункт | Тип населённого пункта       | Население |
| - | ---------------- | ---------------------------- | --------- |
| 1 | Кутырлы          | село, административный центр | ↘788      |
| 2 | Меркутлы         | деревня                      | 243       |
| 3 | Николаевка       | деревня                      | ↘145      |
| 4 | Чердынцево       | деревня                      | ↘50       |